# Gianfranco Manara

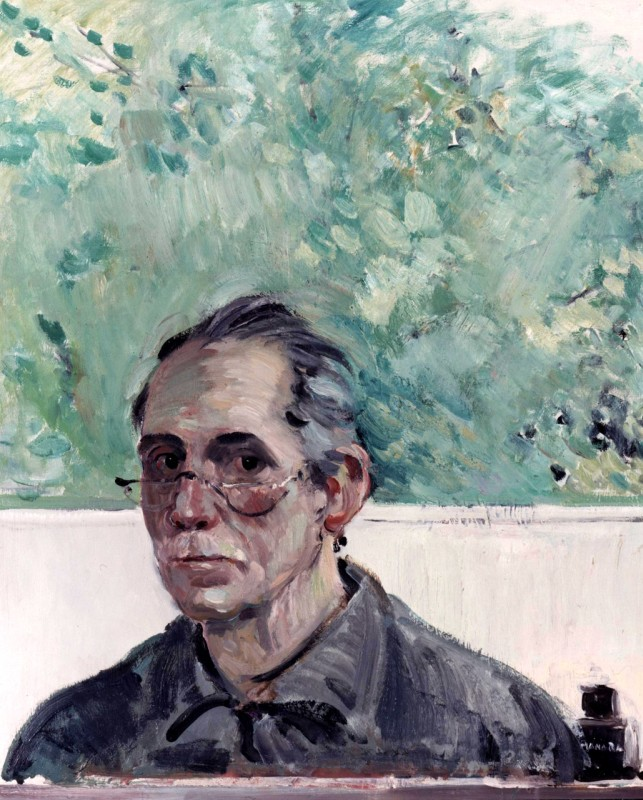
Autoritratto, 1991 (Fondazione Cariplo)

Gianfranco Manara (Casalmaggiore, 1924 – Milano, 1993) è stato un pittore italiano.

## Biografia
Gianfranco Manara cresce nel cremonese. È allievo di Renato Vernizzi e negli anni Cinquanta si trasferisce a Milano.
L'opera di Gianfranco Manara è caratterizzata da uno stile figurativo con paesaggi cremonesi e vedute della pianura lombarda, vedute di Milano che testimoniano le trasformazioni della città negli anni Cinquanta e Sessanta, ritratti, autoritratti, scene di genere, nature morte. Tra le sue opere vi sono anche dei paesaggi realizzati durante viaggi in Europa e in Perù.
Tra le tecniche utilizzate dall'artista vi sono la pittura a olio e tempera, il pastello - che vivacizza la gamma cromatica impiegata dall'artista - e la grafica. Gianfranco Manara insegna dal 1969 fino alla fine degli anni Ottanta presso la Scuola degli Artefici dell'Accademia di Belle Arti di Brera.
Nel 1990 il Palazzo Ducale di Sabbioneta gli dedica un'antologica. 
Nel 1993 muore l'artista e la vedova dona alla Fondazione Cariparma 25 opere esposte in modo permanente al Palazzo Bossi Bocchi a Parma; nel 2004 viene dedicata all'artista un'esposizione monografica in questo stesso museo sostenuta dalla Fondazione Cariparma.